# 三段峡交通
三段峡交通株式会社（さんだんきょうこうつう）は、本店を広島県山県郡安芸太田町大字戸河内970番3号に置き、一般貸切旅客自動車運送事業、一般乗合旅客自動車運送事業、一般乗用旅客自動車運送事業を営んでいる。

## 路線バス
以下の路線を運行している。　※2023年7月23日現在
寺領線
- 安芸太田町役場 - 寺領 - 杉の泊 - 加計 - 上殿 - 安芸太田町役場

寺領線【冬季】
- 安芸太田町役場 - 寺領 - 温井 - 加計 - 上殿 - 安芸太田町役場

坂原線1・4
- 坂原 - 上殿バイパス - 加計ショッピング

坂原線2
- 坂原 - 上殿旧道 - 交流センター - 加計ショッピング

坂原線3
- 加計ショッピング - 上殿旧道 - 坂原

## あなたく（オンデマンド乗り合いタクシー）
以下の路線を運行している。　※2023年7月23日現在
松原・小板線
寺領・北部線
坂原線